# Maria Alice Vergueiro
Maria Alice Monteiro de Campos Vergueiro (sinh ngày 19 tháng 1 năm 1935) là một nữ diễn viên người Brazil với sự nghiệp phong phú trên sân khấu, điện ảnh và truyền hình.
Sinh ra ở São Paulo, lần ra mắt sân khấu của cô là vào năm 1962 trong chương trình The Mandrake ("A Mandrágora") dưới sự chỉ đạo của Augusto Boal. Sau đó, cô bắt đầu làm việc với Teatro Oficina, nơi cô xuất hiện trong bối cảnh lịch sử của O Rei da Vela (của Oswald de Andrade), dưới sự chỉ đạo của Jose Celso Martinez Corrêa, sau đó được dựng thành phim. Cô đã làm việc với Nhà hát Sống. Cô là người sáng lập, cùng với Luiz Roberto Galízia và Cacá Rosset, của Teatro do Ornitorrinco, nơi cô đã xuất hiện trong nhiều chương trình.
Gần đây, cô nổi tiếng với bộ phim ngắn Tapa na Pantera, do Esmir Filho, Mariana Bastos và Rafael Gomes đạo diễn, trong đó cô vào vai một người phụ nữ hút cần sa trong 30 năm và nói về những trải nghiệm của cô với ma túy, một nhân vật dựa trên kinh nghiệm riêng của nữ diễn viên. Short đã trở thành một thành công trong chưa đầy một tuần khi nó được đăng trên YouTube mà không có sự cho phép của các tác giả.
Trong bối cảnh nhà hát của São Paulo, cô được biết đến với cái tên "Dama do ngầm" hoặc "Velha Dama Indigna".

## Tác phẩm tham gia

### Sân khấu
- Vigília Literária (2005)
- O Clássico da Vanguarda: documentação e história (2005)
- Temporada de Gripe (2003)
- Mãe Coragem e Seus Filhos (2002)
- Sabah das Bruxas (1999)
- O Avarento (1998)
- Không có Alvo (1996)
- Một Comédia dos Erros (1994)
- O Amor de Dom Perlimplim com Belisa em seu Jardim (diễn xuất và đạo diễn, 1992)
- O Doente Imaginário (1989)
- E Ponha o Tédio no... Ó (1989)
- Một Velha Dama Indigna (1988)
- Katastrophé (1986)
- Eletra Com Creta (1986)
- O Gosto da Própria Carne (1985)
- O Belo Indiferente (1983)
- Mahagonny Songspiel (1983)
- O Lírio do Inferno (1982)
- O Percevejo (1981)
- Một Ópera do Malandro (1978)
- Teatro do Ornitorrinco Canta Brecht e Weill (1977)
- Pháo đài Os Mais (1977)
- Nhiệt đới Delírio (1977)
- Galileu Galilei (1975)
- O Casamento do Pequeno Burguês (1973)
- Gracias, Señor (1972)
- O Rei da Vela (1967)
- Một Grande Chantagem (1965)
- Một Ópera dos Três Vinténs (1964)
- Một Mandrágora (1962)

### Điện ảnh
- Tapa na Pantera - Pantera (2006)
- Ato II Cena 5 - Nữ diễn viên (2004)
- Biên niên sử Inviável (2000)
- Một Grande Noitada (1997)
- Nước hoa de Gardênia (1992)
- O Corpo - Vợ của cảnh sát trưởng (1991)
- Lãng mạn (1988)
- Urubus e Papagaios (1985)
- O Rei da Vela (1983)
- Maldivesita Coincidência (1979)
- Amor e Medo (1974)

## Truyền hình
- Brava Gente - Márcia (2000)
- Sassaricando - Lucrécia (1987)